# Municipio de North Sugar Creek
El municipio de North Sugar Creek (en inglés: North Sugar Creek Township) es un municipio ubicado en el condado de Randolph en el estado estadounidense de Misuri. En el año 2010 tenía una población de 5994 habitantes y una densidad poblacional de 159,03 personas por km².

## Geografía
El municipio de North Sugar Creek se encuentra ubicado en las coordenadas 39°26′37″N 92°27′31″O / 39.44361, -92.45861. Según la Oficina del Censo de los Estados Unidos, el municipio tiene una superficie total de 37.69 km², de la cual 37.57 km² corresponden a tierra firme y (0.33%) 0.12 km² es agua.

## Demografía
Según el censo de 2010, había 5994 personas residiendo en el municipio de North Sugar Creek. La densidad de población era de 159,03 hab./km². De los 5994 habitantes, el municipio de North Sugar Creek estaba compuesto por el 86.6% blancos, el 8.88% eran afroamericanos, el 0.45% eran amerindios, el 0.4% eran asiáticos, el 0.02% eran isleños del Pacífico, el 0.45% eran de otras razas y el 3.2% pertenecían a dos o más razas. Del total de la población el 2.17% eran hispanos o latinos de cualquier raza.